# Каспийски тигър
Каспийски тигър (Panthera tigris virgata), познат още като персийски тигър и турански тигър, е изчезнал вид тигър.
Каспийският тигър някога е обитавал горите и речните коридори на югозапад от Каспийско море, от Турция, Иран, Ирак, Афганистан, на изток през Централна Азия, до пустинята Такламакан в Синдзян, Западен Китай и части от Южна Русия. Днес този вид е напълно изчезнал. Негов най-близък родственик е сибирският (амурски) тигър, който също е силно застрашен от изчезване с популация от едва 300 индивида на свобода към 2011 г. Каспийският тигър е вторият по големина от тигрите подвид (сибирският е най-големият). Имал е стройно тяло с широки лапи и необичайно дълги нокти. Неговата дебела козина, наподобяваща цвета на Бенгалския тигър, е била особено дълга около лицето, придавайки вид на къса грива. Каспийският тигър е обявен за изчезнал от IUCN през 2003 г.
Във връзка с обширен проект за рекултивация на земята, руското правителство елиминира каспийския тигър в началото на 20 век. Офицерите на армията са били инструктирани да убиват всички тигри, намерени в региона на Каспийско море, което води до пълното им унищожаване и до последвалата декларация за защитените видове за подвида през 1947 г. За съжаление земеделските заселници продължават да разрушават естествените им местообитания, за да засаждат растителни култури и избиват последните тигри в района. Не само, че местообитанията им бързо са превърнати в обработваеми земи, но и систематично са унищожавани за забава и спорт. Дивите прасета, които са обичайната им плячка, измират масово в началото на 20 век заради лов, природни бедствия и болести.
Няколко останали каспийски тигри в Русия са изчезнали до средата на 50-те години на миналия век. През 1957 г. за последно е видян каспийски тигър в Иран, а през 1968 г. в делтата на река Амударя. Последният индивид на свобода от този подвид тигри е бил застрелян през 1970 г. в турската провинция Хаккари, Южна Турция. В същото време се приема, че в някои региони са живели до 90-те години. Докладите за окончателните наблюдения се различават. Обикновено се твърди, че тигърът е бил забелязан за последен път в района на Аралско море в началото на 70-те години, докато има други съобщения, че последният каспийски тигър е бил убит в североизточен Афганистан през 1997 г. Твърди се също, че за последен път турански тигър е бил видян в граничния регион Афгано-Таджикистан през 1998 г. През 1999 г. валидността на няколко каспийски тигъра беше поставена под въпрос. Следователно има много малка вероятност туранският тигър да е все още жив. Просто броят му вече е намалял толкова много, че е почти невъзможно да бъде видян.
Мъжките каспийски тигри са имали дължина на тялото 270–300 см и тегло 170–240 кг; женските са измервани от главата до тялото 240–260 см и са тежали 85–140 кг. Максималната дължина на черепа при мъжките е била 297–365,8 мм, докато тази при женските е 195,7–255,5 мм. Тила им е бил по-широк от на бенгалския тигър.